# Thomas Vogl (Mediziner)

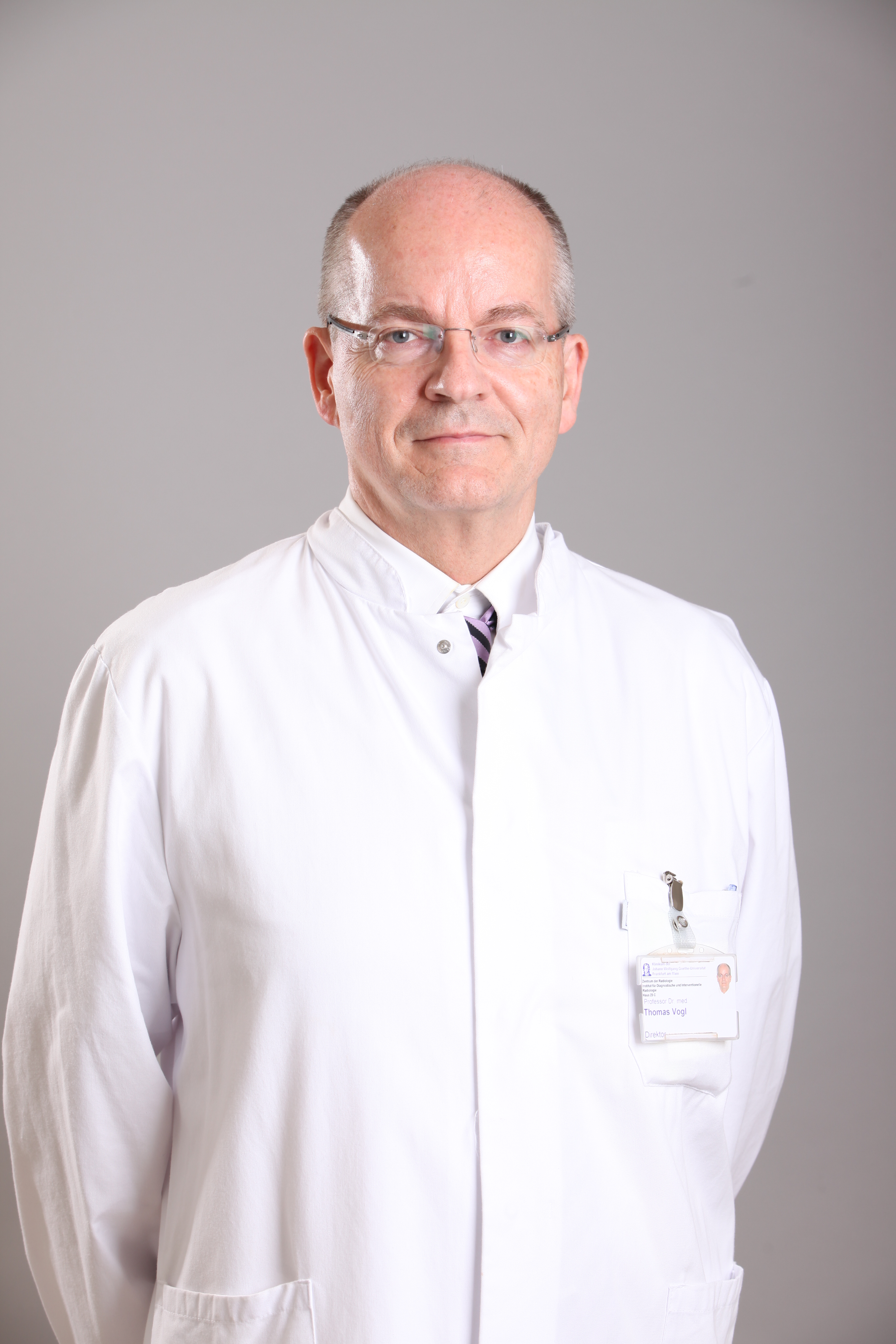
Thomas Vogl, 2014

Thomas Joseph Vogl (* 17. Mai 1958 in München) ist ein deutscher Radiologe. Er ist Professor für Röntgendiagnostik der Johann-Wolfgang-Goethe-Universität Frankfurt am Main und Direktor des Instituts für Diagnostische und Interventionelle Radiologie des Universitätsklinikums Frankfurt am Main. Vogl ist bekannt für seine Arbeiten auf dem Gebiet der Interventionellen Onkologie, der vaskulären Verfahren, Multidetektor CT, MRT, Evaluation von Kontrastmitteln MR-gesteuerter Interventionen und künstlicher Intelligenz in der Radiologie.

## Beruflicher Werdegang
Vogl studierte in München von 1976 bis 1982 Humanmedizin. 1980 arbeitete er an der Hebrew University School of Medicine, Hadassah-Hospital, Jerusalem. Nach dem medizinischen Staatsexamen wurde er 1983 promoviert. Im gleichen Jahr ging er als wissenschaftlicher Mitarbeiter an die Radiologische Klinik im Klinikum Großhadern. 1988 erfolgte ein Forschungsaufenthalt am Massachusetts General Hospital Boston. Die Anerkennung als Arzt für Radiologie mit Fachkunde für Strahlentherapie erhielt er 1989, für Nuklearmedizin 1992. Im folgenden Jahr wurde Vogl habilitiert und daraufhin zum leitenden Oberarzt der Strahlenklinik und Poliklinik der Freien Universität Berlin, Universitätsklinikum Rudolf Virchow ernannt. 1993 nahm er den Ruf für eine Professur für Allgemeine Radiologie an der Charité Berlin an. 1996 erhielt er die Anerkennung als Arzt für Neuroradiologie. Im Jahr 1998 folgte er einem Ruf als Professor für Allgemeine Röntgen-Diagnostik an die Frankfurter Goethe-Universität. Seit 1998 leitet Vogl dort das Institut für Diagnostische und Interventionelle Radiologie. An der Orthopädischen Klinik Stiftung Friedrichsheim übernahm er 2005 in Kooperation die Leitung der Radiologie. 2005/06 hatte Vogl eine Gastprofessur an der University of Charleston. Seit 2013 ist er Sprecher der Frankfurter Klinikallianz und Leitlinienbeauftragter der Deutschen Röntgengesellschaft. Von 2005 bis 2010 war Vogl stellvertretender Ärztlicher Direktor des Klinikums der Johann Wolfgang Goethe-Universität Frankfurt und dessen klinischer Vorstand. Seit 2020 koordiniert er die nationale Taskforce RACOON, ein Projekt zur Erforschung von COVID-19. 2021 fungierte Vogl als Präsident des 102. Deutschen Röntgenkongresses.

## Wissenschaftlicher Beitrag
Zu den Forschungsschwerpunkten zählen abdominelle und thorakale Diagnostik und Intervention, interventionelle MR-Tomographie, Teilprojektleiter Sonderforschungsbereich Hyperthermie Sfb 1470, digitale und dreidimensionale Abbildungsverfahren, MR-Spektroskopie, MR-Angiographie, neue Techniken zur endoluminalen Magnetresonanztomographie, Bildgebende Diagnostik in der Schädelbasis, Gesichtsschädel- und Halsregion, Multidetektor-Computertomographie, Mammadiagnostik und Intervention und laserassistierte vaskuläre Ablationen. Dafür nutzt er internationale Kontakte, um „beispielsweise die Behandlung von Lebertumoren zu verbessern“. Im Zentrum seiner Arbeit steht die Früherkennung von malignen Tumoren sowie das Gebiet der interventionellen Krebstherapie (Onkologie).
Vogl führte mit seiner patentierten laserinduzierten Thermotherapie und der Technik der Chemoembolisation neue Verfahren zur  interventionellen Radiologie ein. Aktuell beschäftigt er sich auch mit der Prostatavergrößerung, bei der er mit der Prostataembolisation einen experimentellen Therapieansatz der letzten Jahre (Stand 2020) anwendet.

## Forschungsaktivitäten, Mitgliedschaft in Verbundprojekten (Auswahl)
- 1994 Sonderforschungsbereich Hyperthermie: Methodik und Klinik Sfb 1470 Teilprojektsleiter C1 und A4
- 1995 Aufnahme in das board „Multicentric international liver tumour study“ The MILTS Collaborative Study group
- 1997 Projektleiter im Graduiertenkolleg: „Hyperthermie“
- 2000 Forschungsprojekt: Bundesministerium für Bildung und Forschung Multizentrische randomisierte Studie zur laserinduzierten Thermotherapie bei Lebermetastasen des Kilorektalen Karzinoms (Förderkennzeichen: 01 KX 9916)
- 2004 Gründungsmitglied und Direktorium : Centrum for Biomedical Engineering (CBE) Frankfurt
- 2005 Zentrumsmitglied: Zentrum für Arzneimittelforschung, -entwicklung und -sicherheit (ZAFES)
- 2006 Kyphoplastie-Zertifizierung Potsdam-Frankfurt
- 2014 DFG: Mikrowellenablation

- 2015 DFG: MRT Polarisation
- 2015 DFG: Mikrowellensondenentwicklung
- 2018 DFG: Essence-Project
- 2018 LOEWE-Projekt Lunge
- 2020 BMBF-Projekt COVID-19

## Auszeichnungen und Ehrungen (Auswahl)
- Kernspin-Preis 4. Internationales Kernspintomographie Symposium (Garmisch-Partenkirchen 1991)
- Röntgen-Preis (Wiesbaden 1991)
- Erster Preis der Französischen Röntgengesellschaft (A.P.E.R.R.) (Straßburg 1992)
- Erster Preis der European Society of Head and Neck Radiology (ESHNR) (Karlsruhe 1992)
- Hermann-Holthusen Ring, verliehen durch die Deutsche Röntgengesellschaft (1994)
- Europäischer Kernspinpreis für die Entwicklung der Magnetresonanztomographie (1995)
- European Magnetic Resonance Award des European Forum for Magnetic Resonance (1996)
- Pater-Leander-Fischer-Preis (München 2003)
- Deutschlands beste Klinik-Website 2005 (Novartis Pharma)
- Best Scientific Presentation ECR (Wien 2007)
- Who’s Who in the World, 20th Edition (2008)
- Nominierung zum Mammazone-Wissenschaftspreis (2010)
- German Medical Award (2020)

## Patente
Patentschrift: Laserinduzierte Thermotherapie (20. Juni 1996)

## Mitgliedschaften
Vogl ist Mitglied in zahlreichen nationalen und internationalen radiologischen und ontologischen Gesellschaften sowie Mitglied in verschiedenen Editorial Boards radiologischer und onkologischer Zeitschriften wie Radiology, Academic Radiology, European Radiology, Journal of Magnetic Resonance Imaging, Radiographics, Fortschritte auf dem Gebiet der Röntgenstrahlen, Der Radiologe etc.

## Publikationen
Artikel
ResearchGate Publikationsliste Thomas Vogl
PubMed Publikationsliste Thomas Vogl
Bücher
- K. W. Frey, K. Mees, T. J. Vogl: Radiologische Unfalldiagnostik in der HNO-Heilkunde. Georg Thieme Verlag, Stuttgart/ New York 1988.
- T. J. Vogl: Einfluß der Kernspintomographie auf den menschlichen Organismus. Ferdinand Enke Verlag, Stuttgart 1988.
- J. Lissner, T. J. Vogl: Moderne Bildgebung – Stand der Technik. Überreuter Wissenschaft, 1988.
- K. W. Frey, K. Mees, T. J. Vogl: Bildgebende Verfahren in der HNO-Heilkunde. Ferdinand Enke Verlag, Stuttgart 1989.
- T. J. Vogl, D. Eberhard: Magnetresonanztomographie des Temporomandibulargelenks. Thieme-Verlag, Stuttgart 1991.
- T. J. Vogl: MR Imaging of the Head and Neck. Springer-Verlag, Stuttgart 1991.
- T. J. Vogl: Kernspintomographie der Kopf-Hals-Region. Springer-Verlag, Berlin/ Heidelberg/ New York/ London/ Paris/ Tokyo/ Hong Kong 1991.
- T. J. Vogl: Strategies in Oncologic Imaging. Hrsg. D. Vanel, D. Stark Raven Press, 1992.
- T. J. Vogl: MR-Angiographie und MR-Tomographie des Gefäßsystems Klinische Diagnostik. Springer Verlag, Berlin/ Heidelberg/ New York/ London/ Paris/ Tokio/  Hong Kong 1994.
- T. Vogl, W. Clauß, Kyung Mo Yeon, Li Guo-Zhen: Computed Tomography: State of the Art and future applications. Springer Publisher, Heidelberg/  New York 1995.
- T. J. Vogl, M. Mack, J. Balzer, W. Steger: Radiologische Differentialdiagnostik der Kopf-Halsregion. Thieme Verlag, Stuttgart 1998.
- T. J. Vogl, M. Mack, J. Balzer, W. Steger: Radiological differential diagnosis of the head and neck. Thieme Publisher, Stuttgart 1999.
- T. J. Vogl: Handbuch der Diagnostischen Radiologie. Springer Publisher, Heidelberg 2001.
- T. J. Vogl: Lebermetastasen: Diagnostik und Intervention. Springer Publisher, Heidelberg 2000.
- T. J. Vogl: Radiological differential diagnosis of the head and neck. (portugiesisch, italienisch, polnisch)
- Thomas Vogl, Ricardo Lencioni, Renate Hammerstingl, Carlo Bartolozzi: Magnetic Resonance Imaging in Liver Disease. Thieme Publisher, 2003.
- T. J. Vogl: Thermal Ablation. Springer Publisher, 2007.